# José Hernández (scriitor)
José Rafael Hernández y Pueyrredón, cunoscut și ca José Hernández, (n. 10 noiembrie 1834, San Andrés de Giles⁠(d), Buenos Aires, Argentina – d. 21 octombrie 1886, Belgrano⁠(d), Buenos Aires, Argentina) a fost un poet, jurnalist și om politic argentinian.
Este autorul poemului epic Martín Fierro, supranumit La Biblia gaucha, operă ce inaugurează literatura de protest social, alcătuită din două părți, El Gaucho Martín Fierro (1872) și La Vuelta de Martín Fierro (1879).
Considerat cel mai de seamă reprezentant al literaturii gaucho, opera sa literară se remarcă prin capacitatea de sondare a condiției umane, dinamismul acțiunii și spontaneitatea limbajului popular.
José Hernández a fost și fondator al publicației Río de la Plata.

## Traduceri
- Martin Fierro. Întoarcerea lui Martin Fierro - Poeme. BPT. nr. 715, editura Minerva, Buc. 1973

## Legături externe
- en  Biografie la EasyBuenosAiresCity.com Arhivat în 11 ianuarie 2011, la Wayback Machine.
- es  Biografía de José Hernández Arhivat în 4 martie 2016, la Wayback Machine.
- en  Opera la Project Gutenberg